# Cryptographis dohrni
Cryptographis dohrni là một loài bướm đêm trong họ Crambidae.